# PornoTube
PornoTube é um site que oferece gratuitamente a visualização de vídeos e fotografias pornográficas, além da possibilidade de ouvir áudios. A exemplo do YouTube, o PornoTube permite ao usuário colocar seus vídeos no site. Seu mecanismo de compartilhamento vídeo é similar ao YouPorn, e também utiliza o formato Macromedia Flash para disponibilizar os vídeos. O site foi criado no ano de 2006, pertence à empresa norte-americana AEBN (que reúne material de diversos estúdios especializados em pornografia pela internet), o PornoTube já entrou na lista dos 300 sites mais visitados do mundo.
O site está dividido em conteúdo heterossexual, conteúdo homossexual ou ambos os conteúdos. Segundo o ranking elaborado pelo site Alexa, o PornoTube levou só dois meses para atingir a posição 253º do ranking.
A empresa foi processada pela produtora de filmes Vivid, que exigia o pagamento de US $ 4,5 milhões por supostas perdas no setor, porque parte de seu modelo de negócios seria baseado em conteúdo de sua propriedade.